# 柬埔寨南鰍
柬埔寨南鰍（學名：Schistura kampucheensis）為輻鰭魚綱鯉形目條鰍科南鰍屬的其中一種。分布於亞洲柬埔寨淡水流域，體長可達5.6公分。棲息在河川底層水域，生活習性不明。